# AF Corse

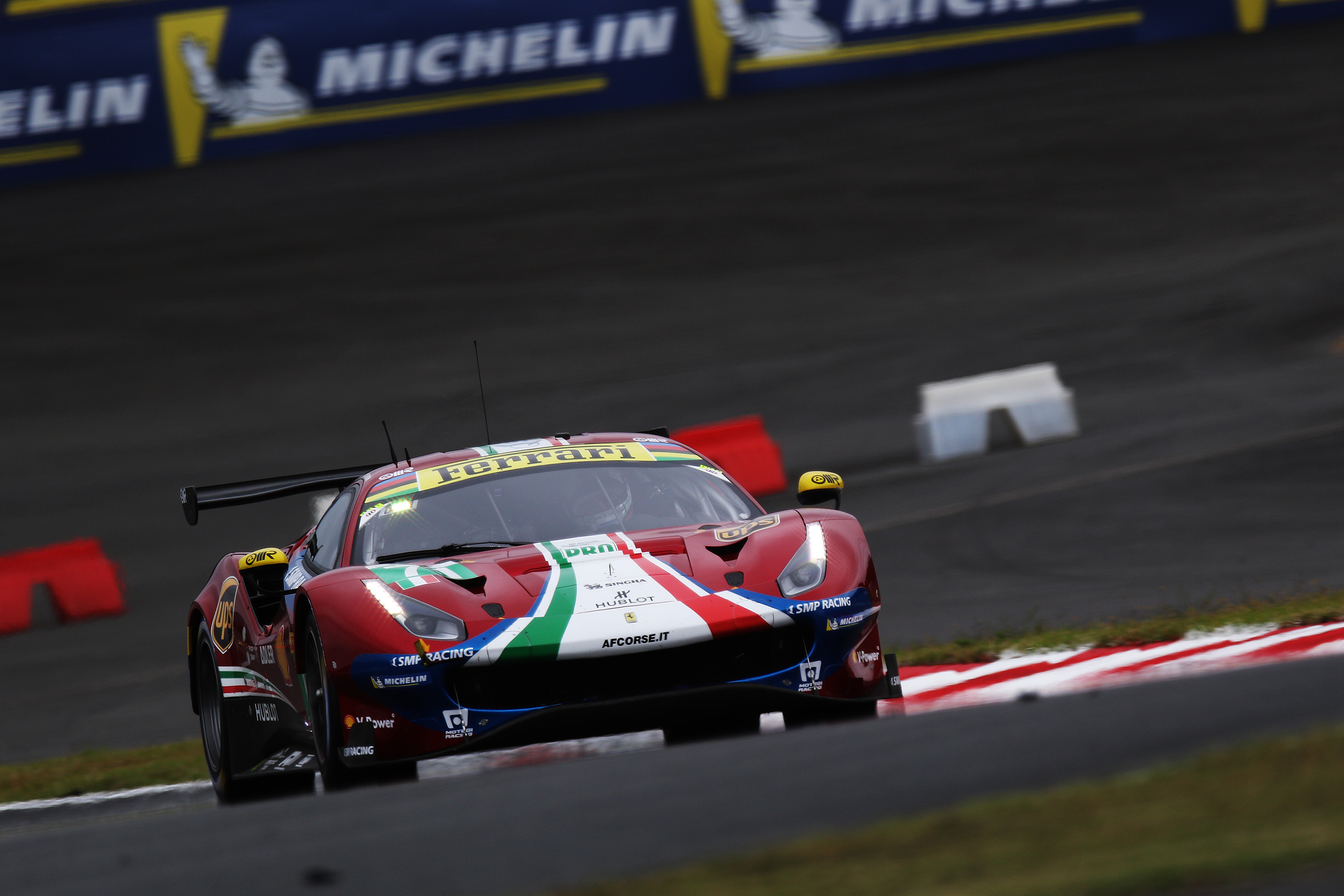
Ferrari 488 GTE EVO número 71 da AF Corse competindo pela classe LMGTE Pro nas 6 Horas de Fuji de 2018 no WEC.

AF Corse é uma equipe de automobilismo italiana fundada por Amato Ferrari (sem relação familiar direta com Enzo Ferrari fundador da empresa de mesmo sobrenome) em 2002. Atualmente é responsável por gerir o programa Hypercar da montadora italiana Ferrari no Campeonato Mundial de Endurance da FIA com modelo 499P. Além disso, a equipe participa paralelamente de inúmeros campeonatos de GT incluindo LMGTE Pro/Am, GT2 e GT3 no próprio WEC, FIA GT Champioship e Le Mans Series. Possui três vitórias gerais nas 24 Horas de Le Mans nas edições de 2023, 2024 e 2025, como também possui inúmeras vitórias em classes na mesma prova.      

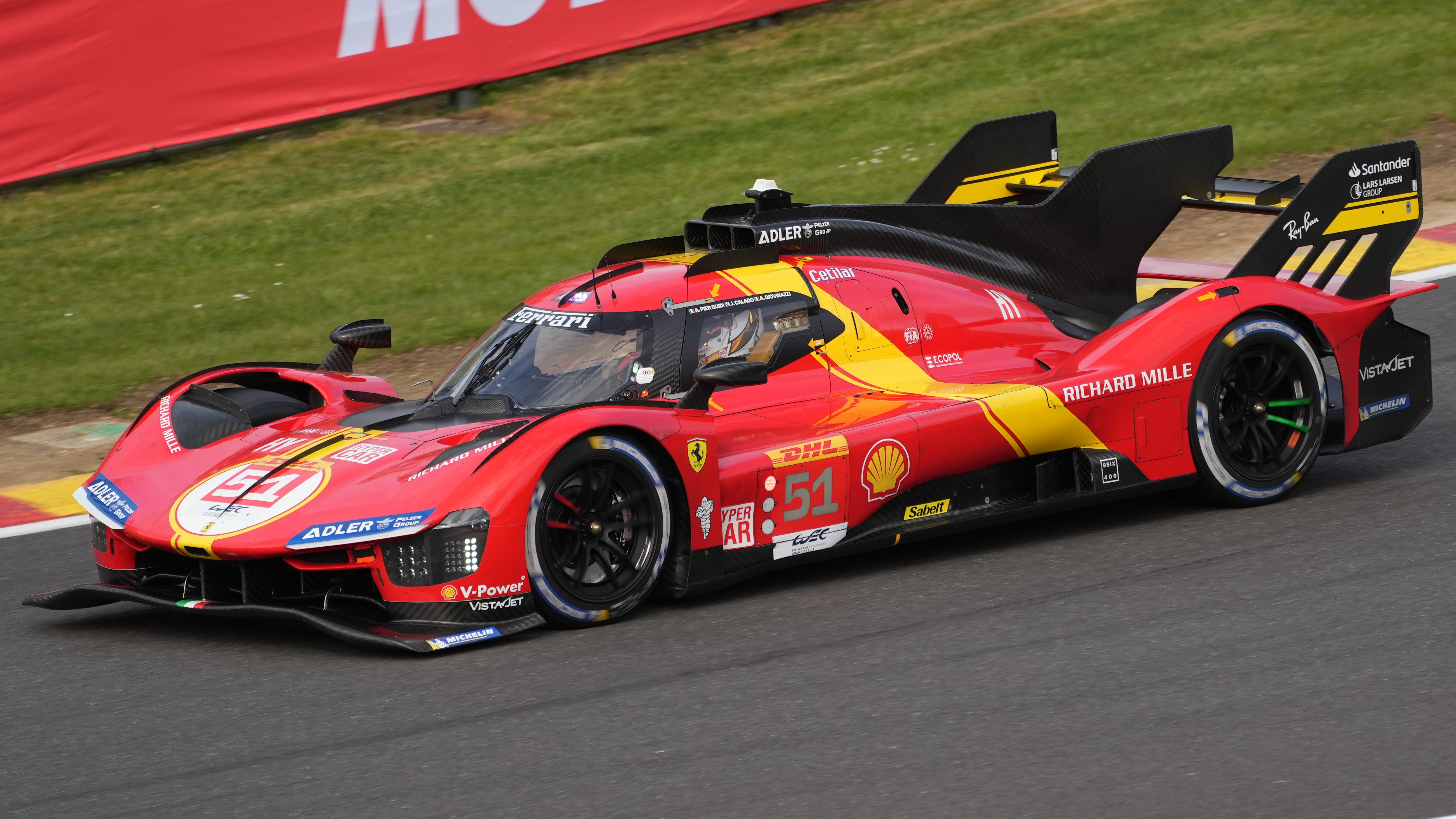
Ferrari 499P da AF Corse competindo nas 6 horas de Spa-Franchorchamps de 2023.